# Kościół Najświętszego Serca Pana Jezusa w Bydgoszczy

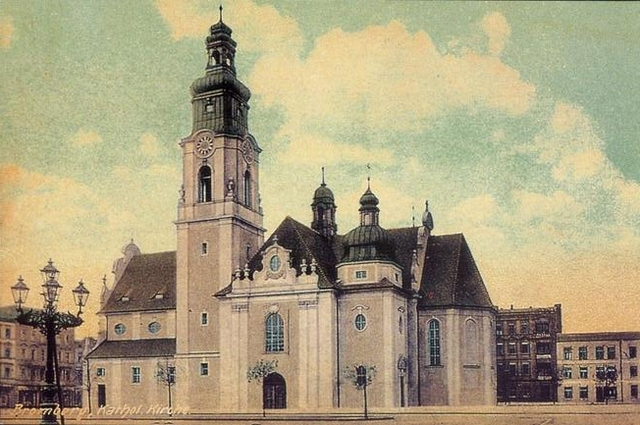
Kościół w 1913 roku

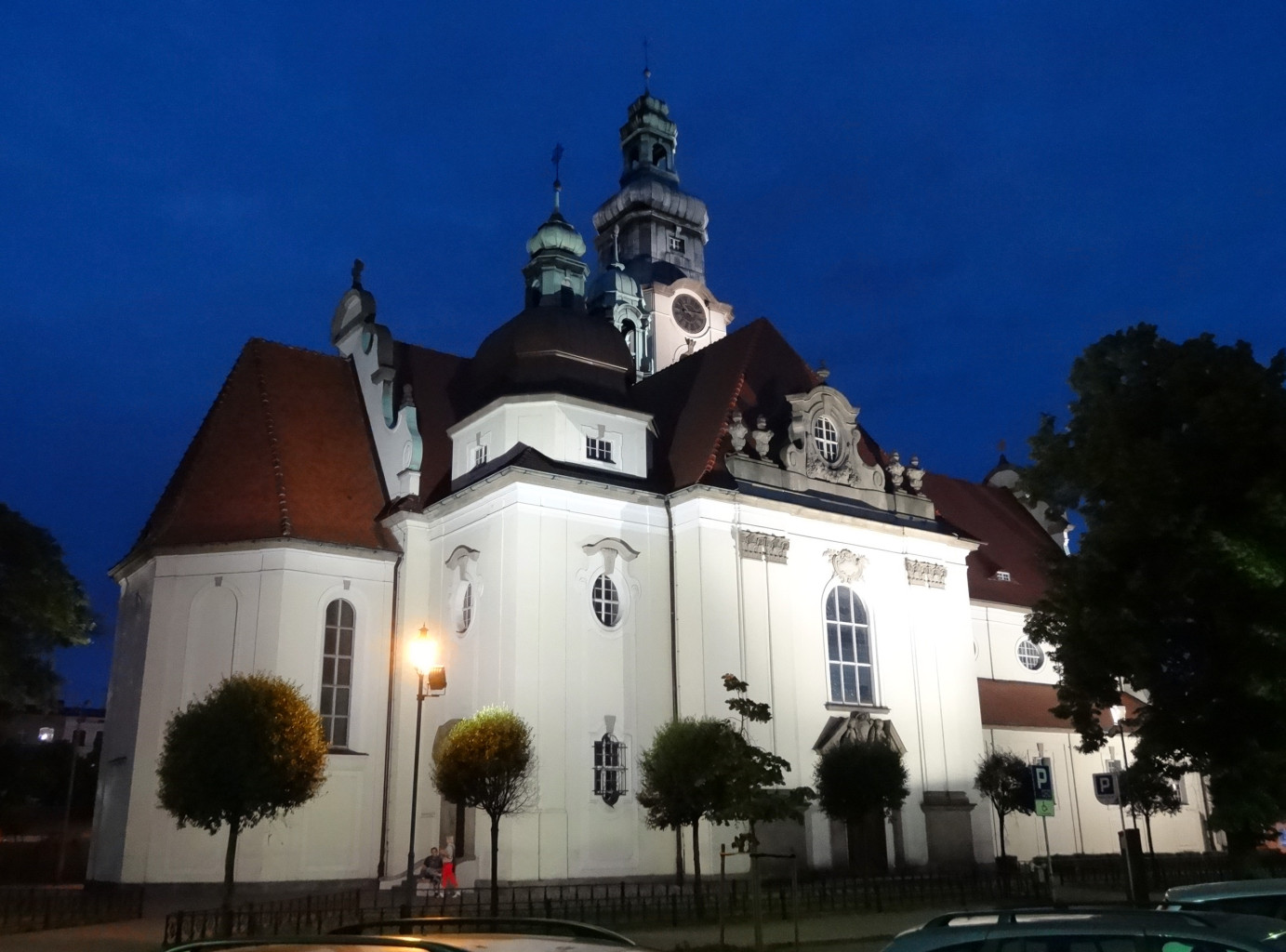
Nocą

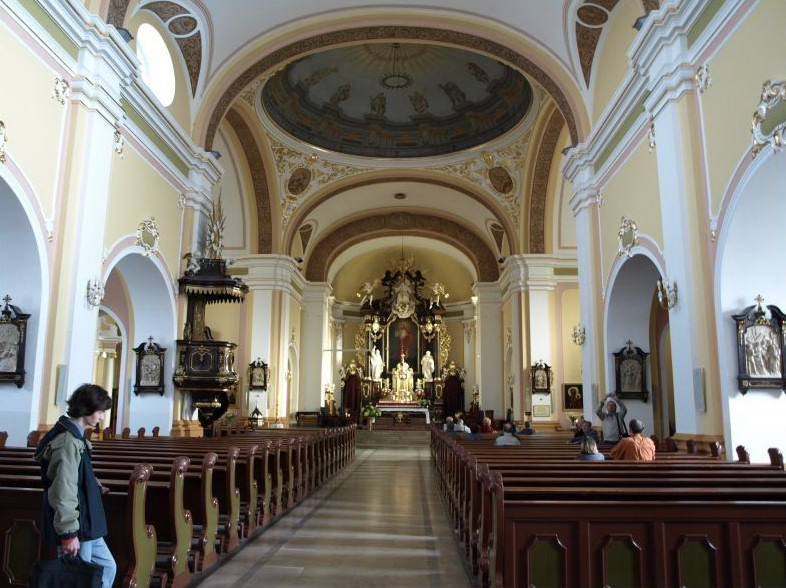
Wnętrze

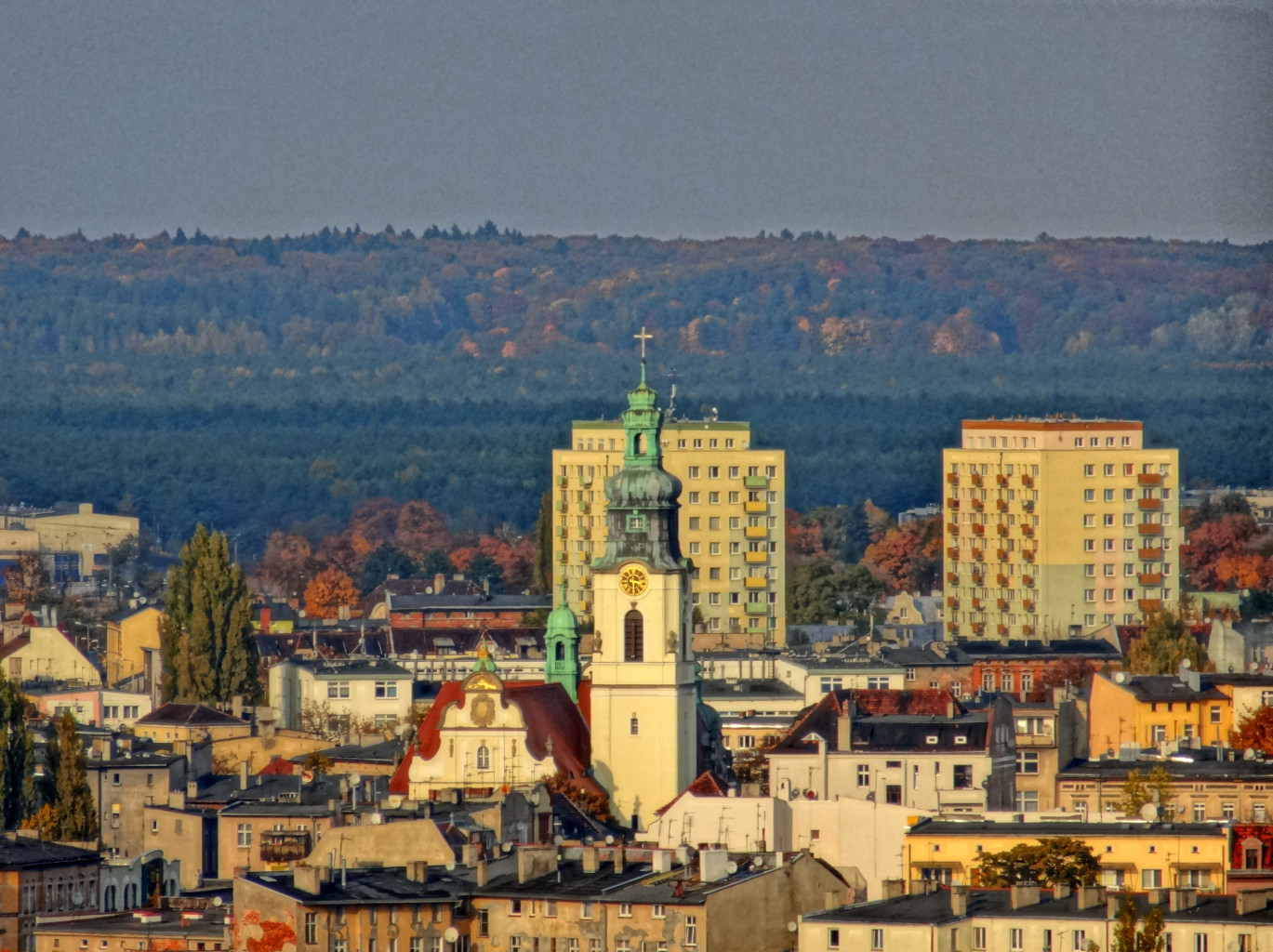
Kościół na Placu Piastowskim - widok z wieży ciśnień

Kościół Najświętszego Serca Pana Jezusa w Bydgoszczy – katolicki kościół położony na Placu Piastowskim, w zachodniej części Śródmieścia Bydgoszczy.

## Historia
Historia powstania kościoła wiąże się ze staraniami społeczności polskiej, która od 1898 r. usiłowała uzyskać zgodę władz pruskich na budowę nowego kościoła katolickiego w mieście. Zgoda została wydana w 1906 r., jednak pod warunkiem powstania dwóch kościołów: jednego dla Polaków pw. św. Trójcy i drugiego dla Niemców pw. Serca Jezusa.  
Druga świątynia miała być ufundowana przez władze państwowe dla niemieckich katolików zamieszkujących intensywnie rozwijające się na przełomie wieków Śródmieście. Na miejsce budowy wybrano Elisabethmarkt – miejski plac targowy.
Kościół wybudowany został dzięki funduszom rządowym (95% kosztów) w latach 1910–1913.
Projekt wstępny kościoła wykonano w Biurze Projektów Wydziału Budownictwa Robót Publicznych w Berlinie w maju 1908 roku. Głównym architektem i budowniczym był Oskar Hossfeld z Turyngii – uznawany za specjalistę od budowy kościołów, kierownik działu do spraw budowy muzeów, kościołów i zabytków w Prusach w Ministerstwie Robót Publicznych. Przy budowie współdziałał z nim wyższy urzędnik bydgoskiego Urzędu Budowlanego Herrmann oraz budowniczy regencji Handke, natomiast przy przepracowaniu elewacji frontowej i wieży współdziałał arch. Asmann.
Kościół zbudowano w stylu neobarokowym, w kształcie bazyliki, z apsydą, transeptem i wielką kopulastą rotundą w środku. Styl kościoła nawiązuje do baroku świątyń północnych Niemiec.
Gmach konsekrował sufragan gnieźnieński ks. bp W. Kloske 19 czerwca 1913 r. Początkowo świątynia była kościołem pomocniczym w obrębie parafii farnej.
Do 1920 r. służyła duszpasterstwu katolików niemieckich, a następnie duszpasterstwu katolików polskich i niemieckich (nabożeństwa niemieckie zlikwidowano 17 lutego 1924) Aż do wybuchu drugiej wojny światowej stanowił własność gminy niemieckiej.
W 1924 r. kard. Edmund Dalbor wydał dekret o powstaniu w Bydgoszczy pięciu nowych parafii, w tym parafii Najświętszego Serca Pana Jezusa. Od 1925 r. jej proboszczem był ks. kan. Kazimierz Stepczyński – zamordowany przez Niemców w 1939 r.
W czasie II wojny światowej kościoła nie dotknęły zniszczenia wojenne.
W latach 1982–1988 odnowiono generalnie wnętrze kościoła, a w 2002 r. zyskał nową elewację oraz zewnętrzną iluminację. Od 1992 r. z inicjatywy proboszcza ks. Bogdana Jaskólskiego w świątyni prowadzone są rekolekcje dla środowisk twórczych.

## Charakterystyka
Świątynia jest uznawana za jeden z piękniejszych kościołów wzniesionych w stylu historyzującym w Bydgoszczy na przełomie wieków XIX i XX.

### Styl architektoniczny
Kościół zbudowany został w stylu neobarokowym, z tynkowaną elewacją, co odróżnia go od wielu innych wzniesionych w Bydgoszczy w okresie II połowy XIX i początku XX wieku.
Charakteryzuje się układem bazylikowym z wydzielonym transeptem, nad którym wznosi się kopuła.
Świątynia jest trójnawowa, z prezbiterium zamkniętym trójbocznie, skierowanym na północ. Posiada dwie kaplice, jedną zakrystię na dole i drugą na piętrze. Może pomieścić ok. 2000 wiernych, z tego 367 miejsc siedzących w nawie głównej i 34 siedzące na emporze organowej oraz 45 miejsc siedzących w nawach bocznych na ławkach rozmieszczonych wzdłuż ścian. Do świątyni prowadzą trzy wejścia główne i dwa boczne.
W sumie kościół ma 812 m² powierzchni użytkowej i kubaturę 17,1 tys. m³. Stanowi stosunkowo wczesny przykład zastosowania nowych rozwiązań konstrukcyjnych (żelbet).
Do transeptu od wschodu i zachodu przylegają zbliżone do kwadratu przedsionki. Do południowego ramienia transeptu i nawy bocznej przylega prostokątna przybudówka, z wejściem na wieżę o wysokości 48,4 m. Wieża zwieńczona jest hełmem baniastym z latarnią. Oprócz dzwonów, na wieży umieszczono zegar wybijający godziny i półgodziny. Rynny, hełm wieży i wszystkie sygnaturki pokryto blachą miedzianą.
W sierpniu 2019 rozpoczęto konserwację drewnianej konstrukcji wieży, na którą środki przyznały władze miejskie.
Fasada ujęta jest pilastrami oraz zwieńczona dekoracyjną attyką.
W nawie głównej, prezbiterium i ramionach transeptu zastosowano sklepienia kolebkowe na gurtach.
Posadzkę nawy głównej wyłożono czerwonym piaskowcem, natomiast prezbiterium – z płyt marmurowych.

### Detale architektoniczne
Zarówno wnętrze, jak i elewacja kościoła są zdobione bogatym detalem architektonicznym o czysto barokowej formie: kartusze z inskrypcjami, spływy wolutowe, wazony płomieniste, figurki putt, ornamenty rocaillowe, festony. Bogato zdobiony jest portal główny z kamiennymi figurami św. Piotra i Pawła. Wewnętrzne portale transeptu uzyskały oprawę architektoniczną w postaci kolumn dźwigających balkony z rzeźbami muzykujących aniołów.
Wystrój malarski sklepień i sufitów wykonał artysta malarz Ernest Fey z Berlina. Prace rzeźbiarskie wykonywali różni artyści. Rzeźbiarz Schreiner z Ratyzbony jest twórcą postaci obu apostołów w głównym portalu. Figury na zewnątrz kościoła są dziełem Meyera i Webera z Wilmersdorf. Autorem prac rzeźbiarskich we wnętrzu tj. atlanty przy emporze organowej i 4 grup aniołów na przedsionkach w transepcie jest Frank Vauschutz z Charlottenburga.

### Ołtarze
W kościele znajduje się sześć ołtarzy:
1. Ołtarz główny. Zdobił go początkowo obraz Serca Jezusowego artysty malarza Bolesława Lewańskiego, który w 1930 r. został zastąpiony obrazem Najświętszego Serca Pana Jezusa, namalowanym przez prof. Faczyńskiego.
2. Ołtarz w nawie lewej. Znajduje się w nim obraz Wniebowzięcia Najświętszej Maryi Panny.
3. Ołtarz w nawie prawej. Znajduje się w nim obraz św. Józefa
4. Ołtarz drugi w nawie prawej. Znajduje się tu figura św. Antoniego, wyrzeźbiona przez prof. Giecewicza w 1924 r.
5. Ołtarz w kaplicy przylegającej do prezbiterium. W 1930 r. przeniesiono do niej obraz Serca Jezusowego artysty malarza Bolesława Lewańskiego, który początkowo był umieszczony w ołtarzu głównym.
6. Ołtarz w kaplicy przylegającej do lewej nawy. Początkowo znajdowała się tu figura Matki Boskiej Bolesnej. Zastąpiono ją jednak stylowym ołtarzem barokowym wykonanym przez artystę rzeźbiarza Skręta z Bydgoszczy i obrazem św. Teresy malowanym przez prof. Faczyńskiego. Figurę Piety przeniesiono do prawej nawy.

### Dzwony
W wieży kościoła umieszczone są trzy staliwne dzwony: 
- najmniejszy: „Ave Maria gratia plena Dominus Tecum"
- średni: „Omnia ad Majorem Dei gloriam",
- duży: „Cor Jesu sacratissimum miserere nobis".

Dzwony są napędzane elektrycznie (ich łączna waga wynosi ponad 5685 kg), na górze wieży wisi dzwon średni, niżej dwa pozostałe. Wykonano je w 1912 r. w zakładzie Bochumer Verein Gussstahlfabrik i mają tony: fis' (-), d’ (-) i h0 (-).

### Organy
Organy zostały zbudowane w 1912 r. przez firmę Paula Voelknera z Bydgoszczy jako instrument 28 głosowy. W 1942 r. przebudowane przez Josefa Goebla z Gdańska i powiększone o 1 głos. W 1968 r. w organach wbudowano dzwony rurowe. Instrument posiada dwa manuały i pedał, trakturę pneumatyczną. Powietrze jest tłoczone przez cichobieżna dmuchawę. Zachowało się urządzenie do kalikowania. W kwietniu 2012 rozpoczął się generalny remont organów.

## Galeria

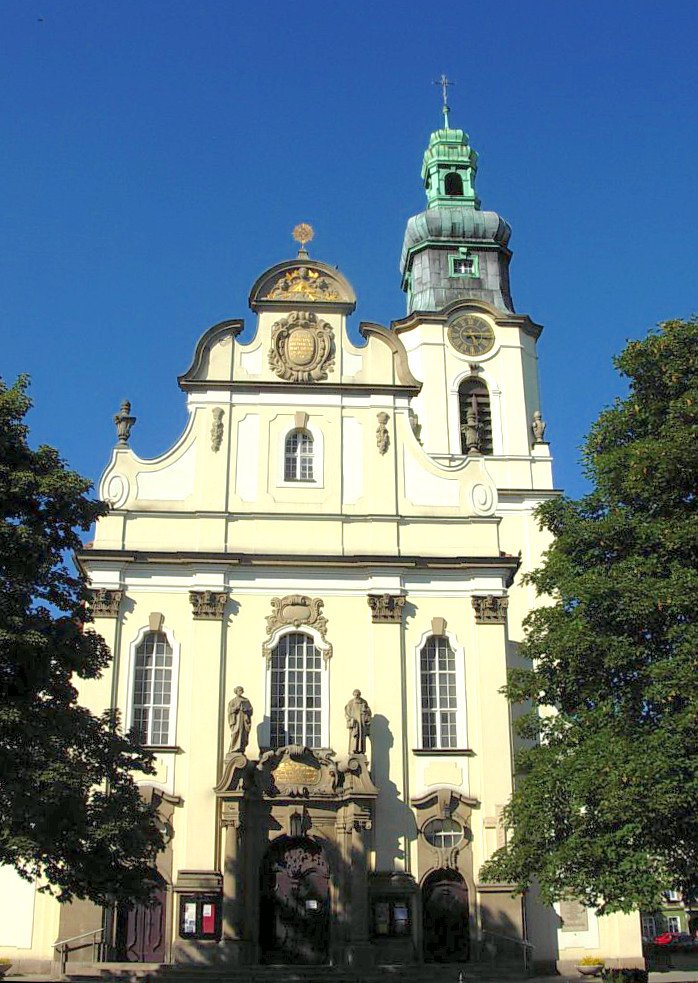
Fasada
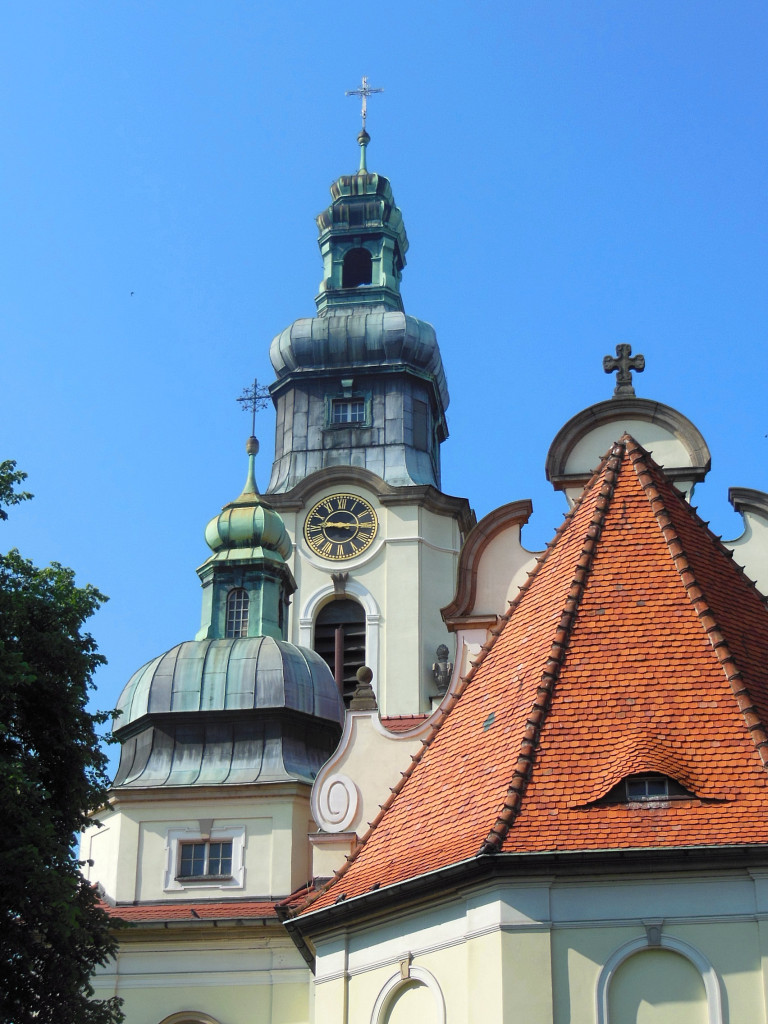
Wieże
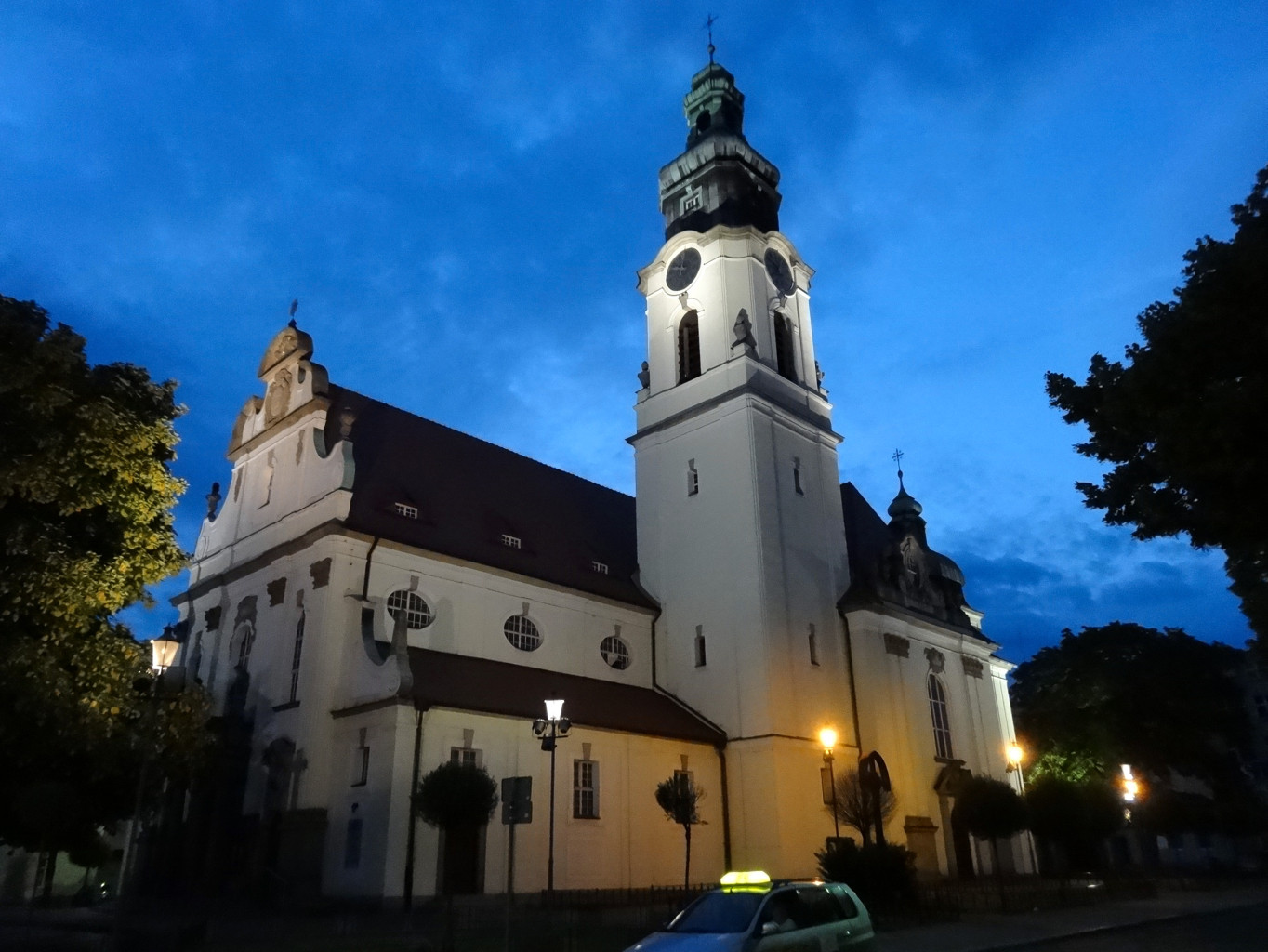
O zmierzchu
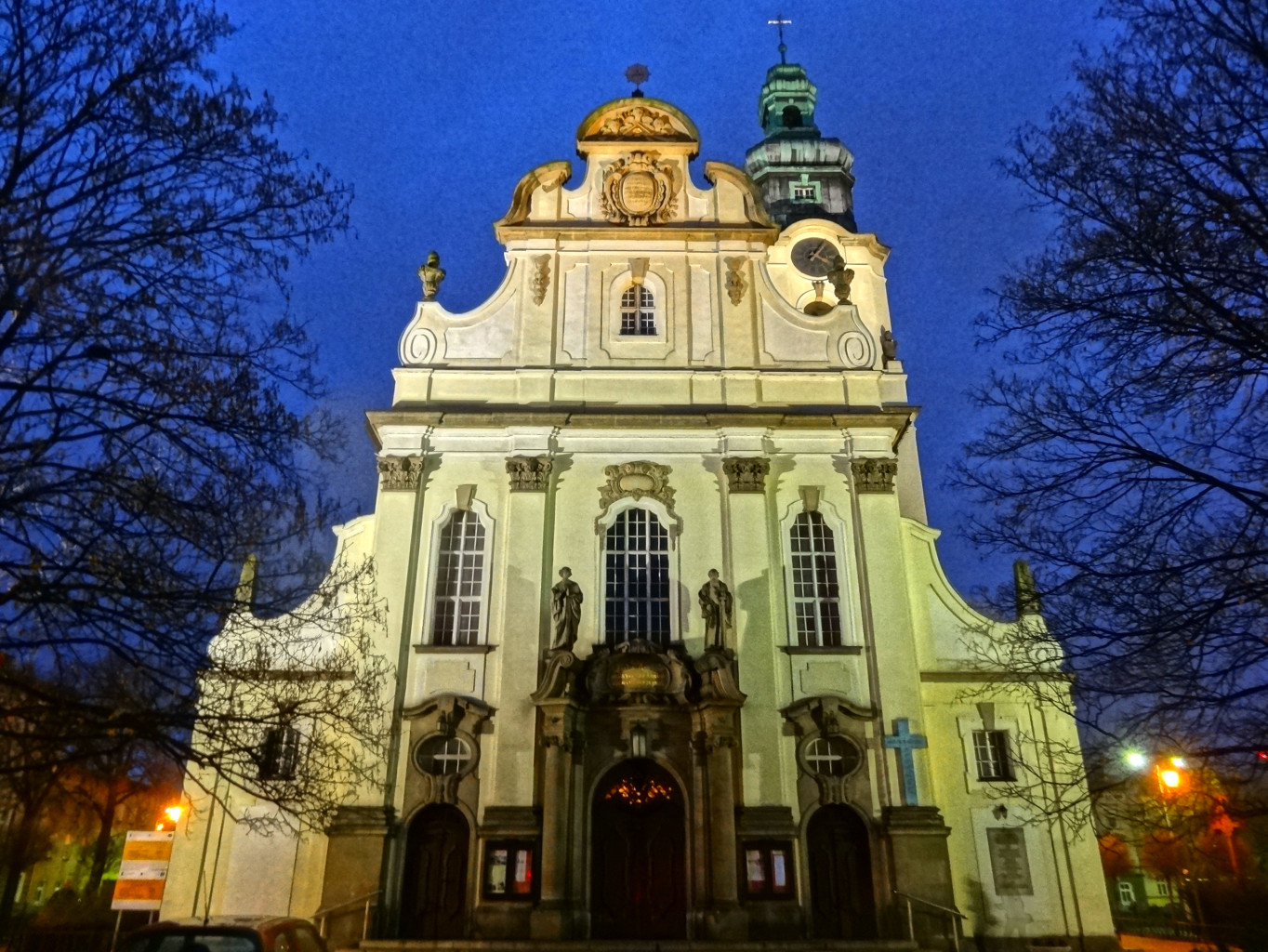
Fasada południowa
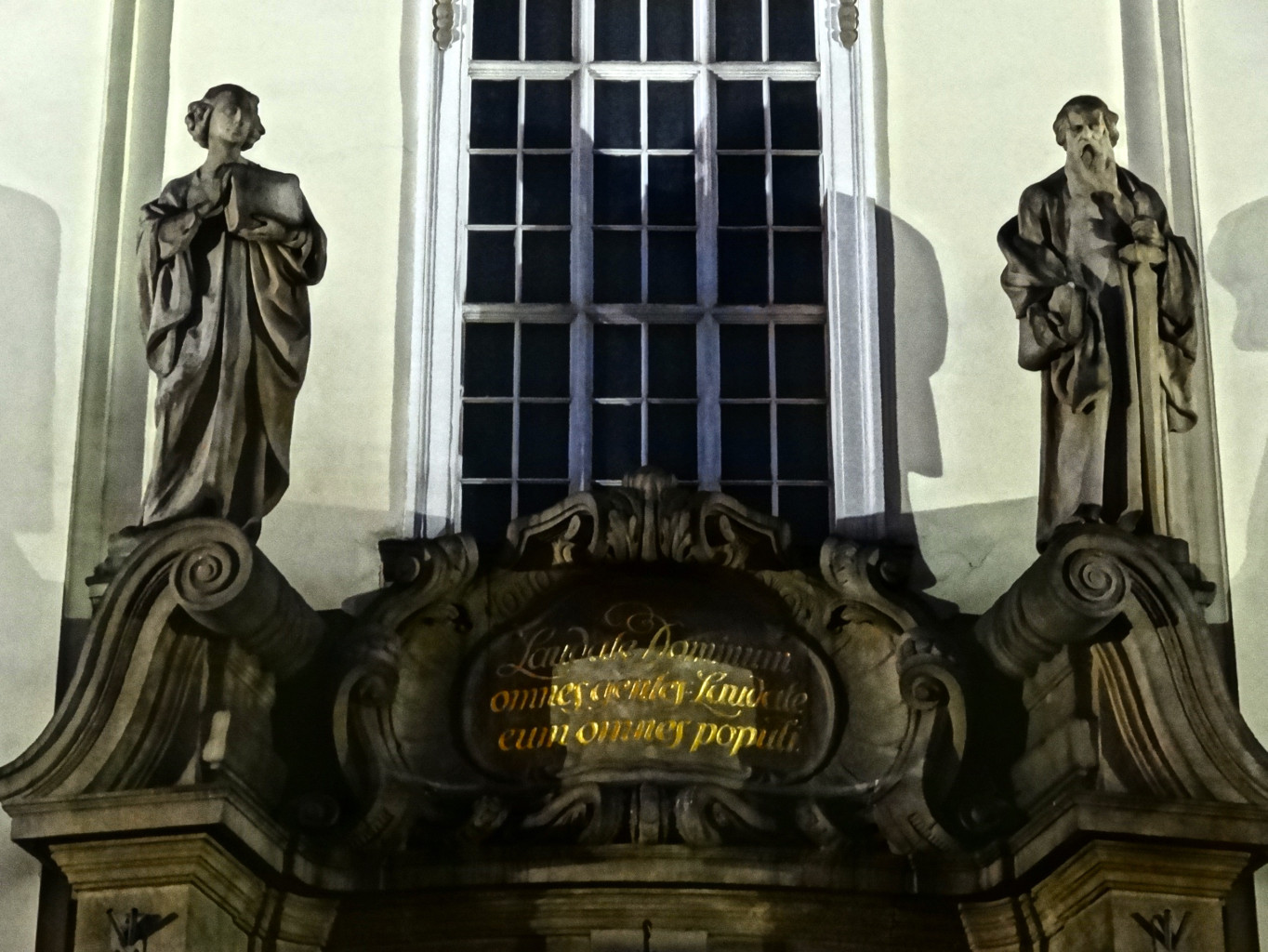
Figury apostołów św. Piotra i Pawła
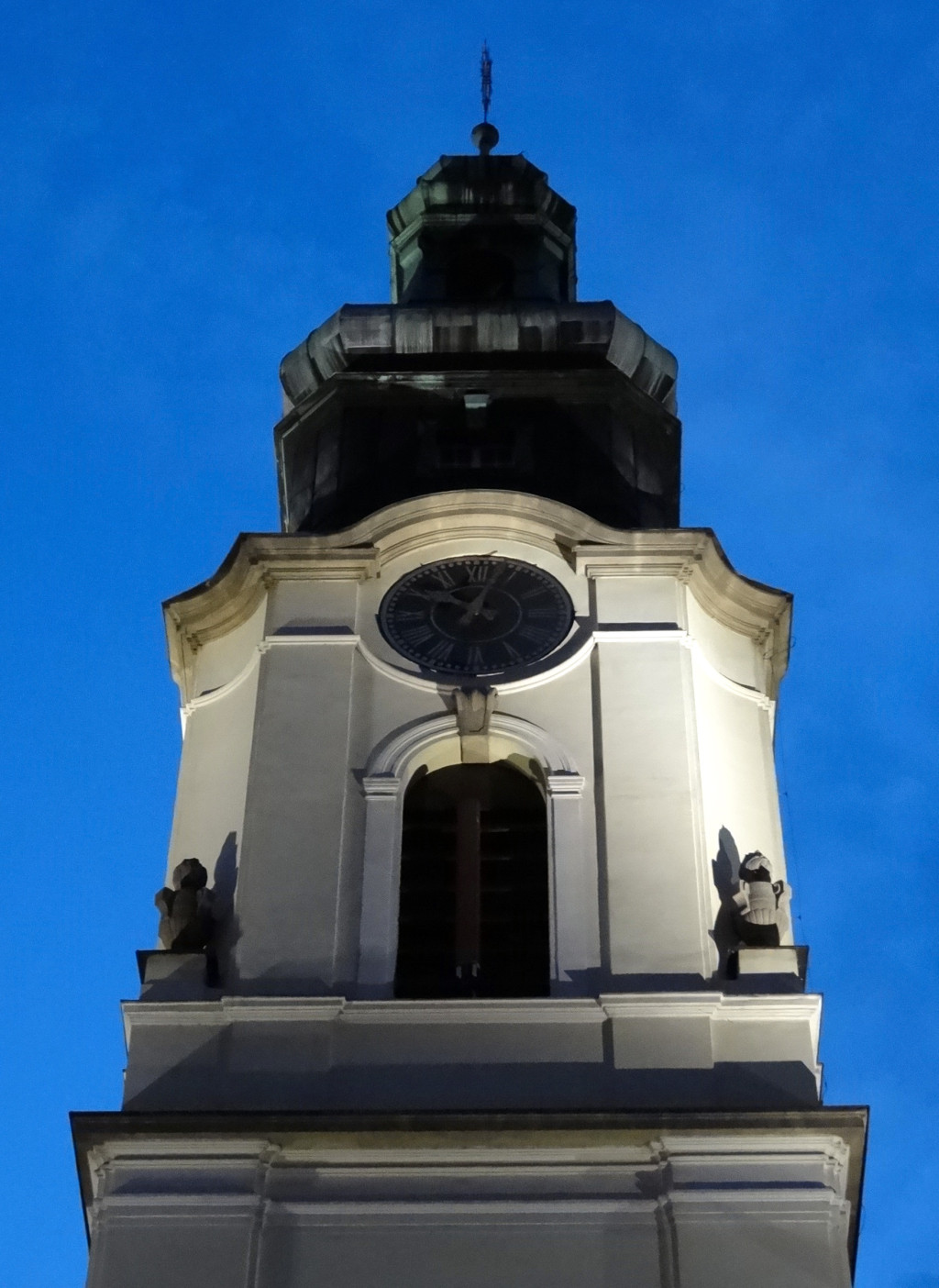
Wieża zegarowa
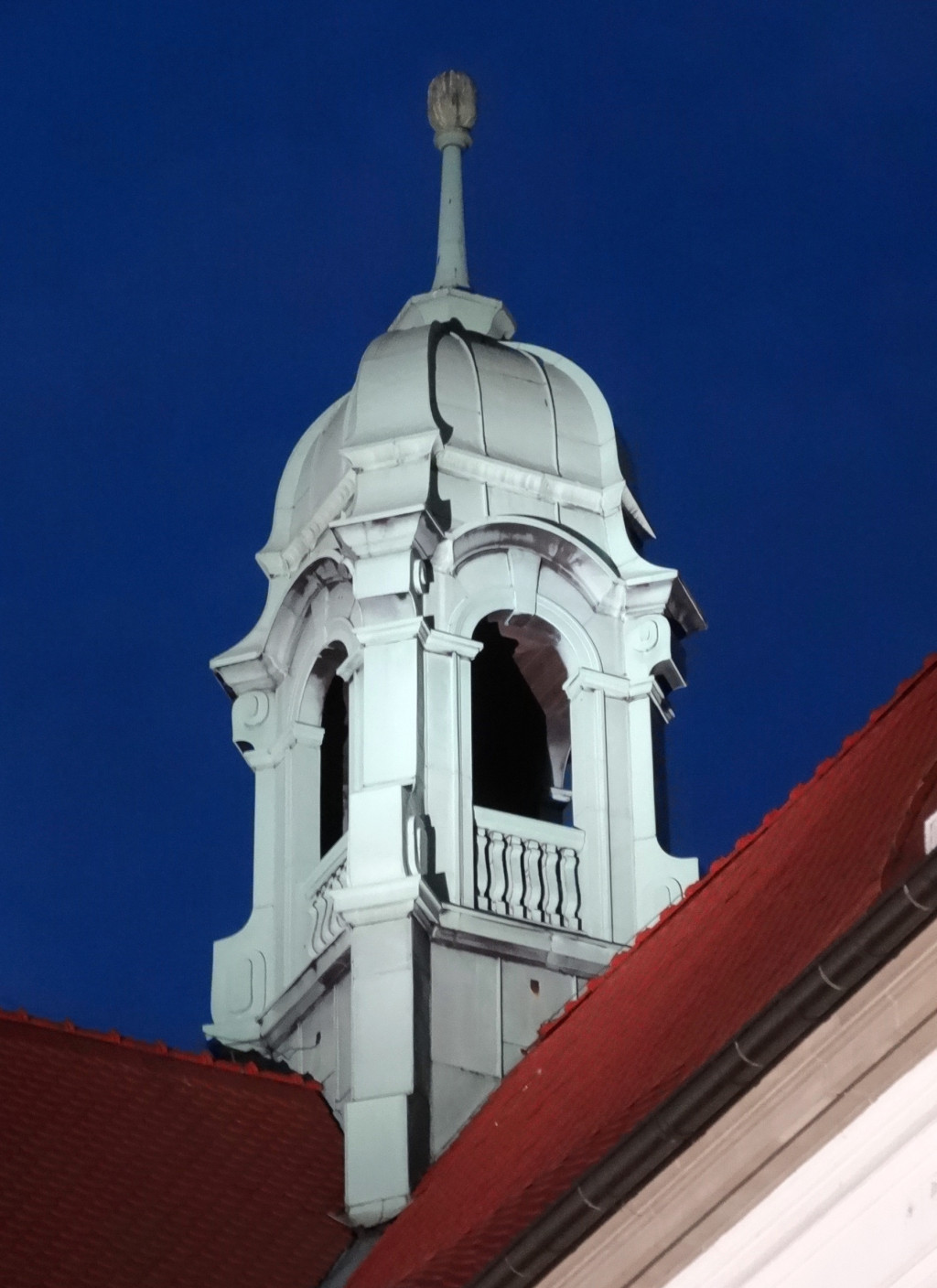
Sygnaturka
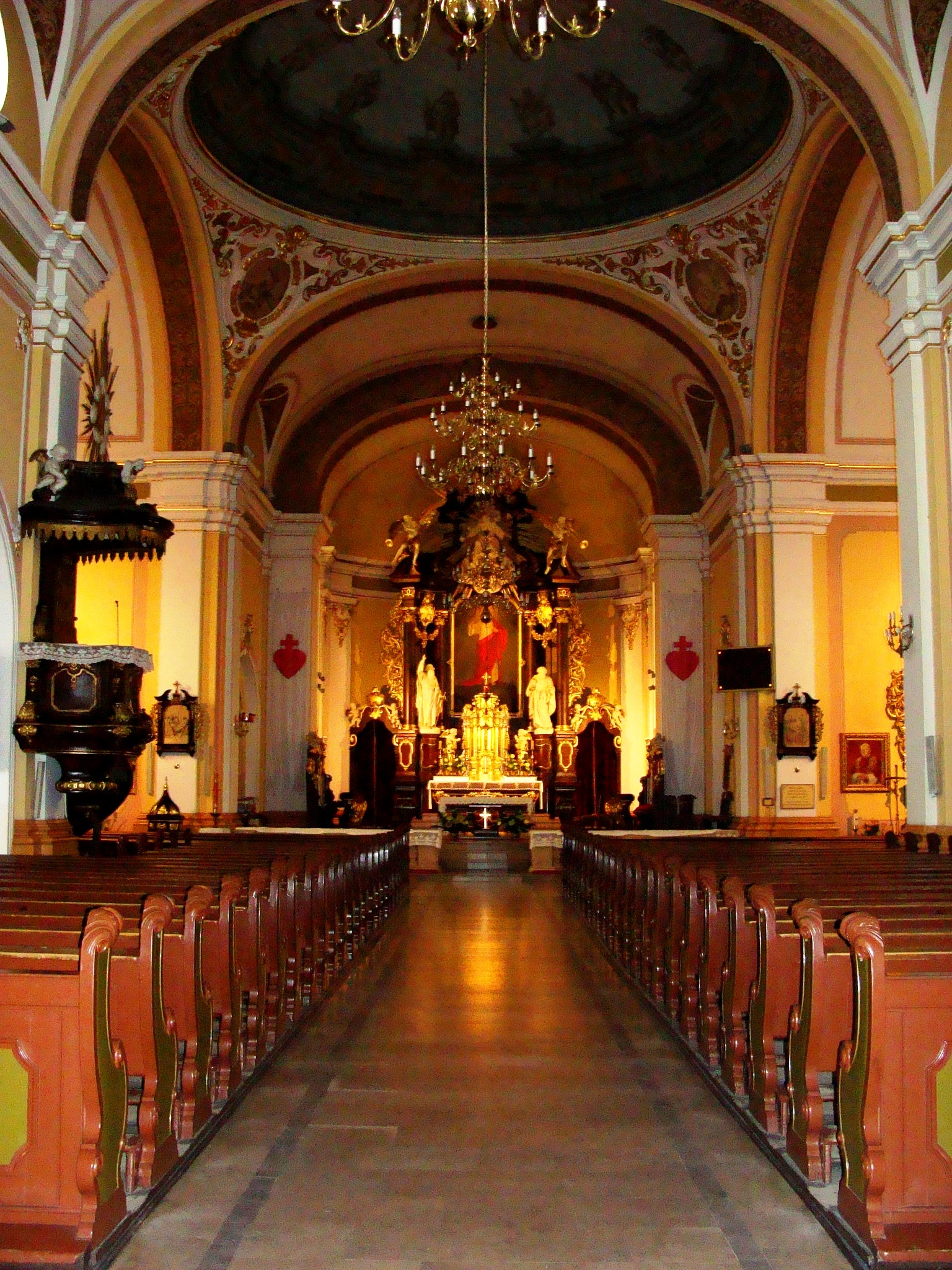
Nawa główna
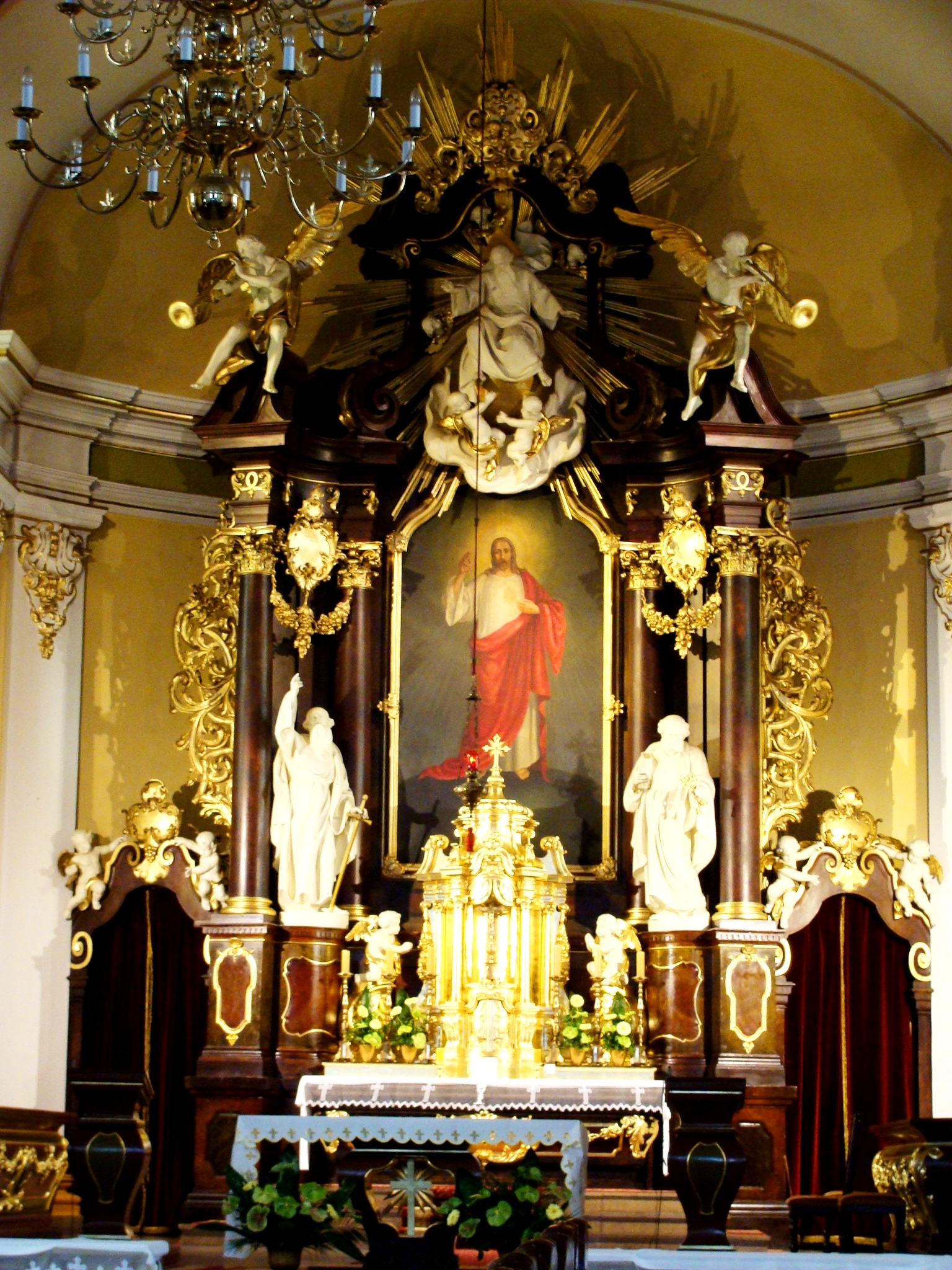
Ołtarz
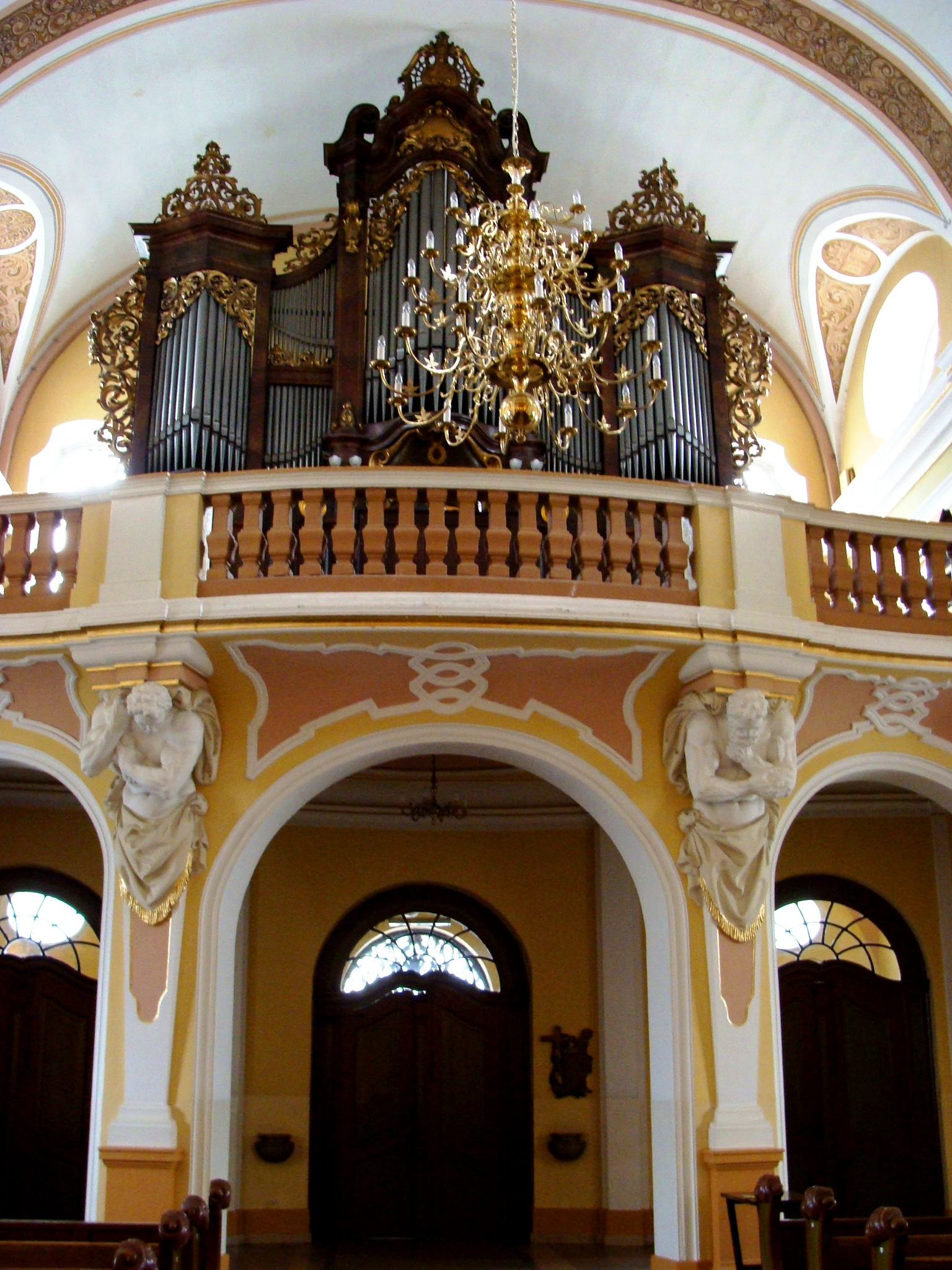
Organy